# Phalacrichus latus
Phalacrichus latus är en skalbaggsart som beskrevs av Wooldridge 1982. Phalacrichus latus ingår i släktet Phalacrichus och familjen lerstrandbaggar. Inga underarter finns listade i Catalogue of Life.